# 20º Jamboree mondiale dello scautismo
Il 20º Jamboree mondiale dello scautismo si tenne nella base navale di Sattahip, in Thailandia, dal 28 dicembre 2002 al 7 gennaio 2003. Fu il secondo Jamboree mondiale a svolgersi nel sud-est asiatico dopo quello delle Filippine nel 1959.